# Jean-Raymond Peltier
Pour les articles homonymes, voir Peltier.
Jean-Raymond Peltier, né le 6 décembre 1957 à Abbeville, est un rameur d'aviron français.

## Carrière
Il est médaillé d'argent en quatre de couple aux Championnats du monde d'aviron 1978 à Hamilton et médaillé de bronze en quatre de couple à Bled aux Championnats du monde d'aviron 1979 ainsi qu'à Munich aux Championnats du monde d'aviron 1981. 
Il participe aux Jeux olympiques d'été de 1980, terminant quatrième de la finale de quatre de couple.

## Famille
Il est le père du rameur Pierre-Jean Peltier.